# 哈佛大学校级教授
在哈佛大学，校级教授（University Professor）称号是授予很小的一部分在该校终身任职并在其所工作的领域有卓越影响力的教职员工的一个荣誉。该荣誉称号是在1935年由哈佛大学校董委员会创建授予给“有杰出表现的个人.....奋战在知识的最前沿，并突破了传统观念中的术业有专攻。”校级教授是哈佛最杰出的专业领域职位。
随着学校捐赠基金的增加校级教授的数量也有所增长。2006年，哈佛大学共有21名校级教授。现在，共有24名。

## 现任哈佛大学校级教授
- 亚当斯校级教授 - 埃里克·马斯金
- 保罗与凯瑟琳·巴特维瑟尔校级教授 - 卡洛琳·阿贝特
- 约翰·科根 校级教授 - 史蒂芬·格林布拉特
- 詹姆斯·布莱恩特·科南特校级教授 - 宇文所安
- 詹姆斯·布莱恩特·科南特校级教授 - 丹妮尔·艾伦
- 查尔斯·W·艾略特校级教授 - 劳伦斯·萨默斯
- 约翰·富兰克林·恩德斯校级教授 - 马克·克氏
- 阿方索·弗莱彻校级教授 - 亨利·路易斯·盖茨
- 伍德福德·L和安·A·弗劳尔斯校级教授 - 喬治·麥克利蘭·懷特塞茲
- 格哈德·盖德校级教授 - 巴里·马聚尔
- 路易斯·P和琳达·L·盖泽尔校级教授 - 威廉姆·朱利叶斯·威尔逊
- 科隆科特隆斯校级教授 - 保罗·法莫尔
- 托马斯·W·拉蒙特校级教授 - 阿马蒂亚·库马尔·森
- 威廉姆·劳伦斯主教校级教授 - 迈克尔·波特
- 卡尔·M·罗卜校级教授 - 劳伦斯·H·特赖布
- 约翰和纳蒂·麦克阿瑟校级教授 - 丽贝卡·亨德森
- 塞缪尔·W·莫里斯校级教授 - 戴尔·W·乔根森
- 约瑟夫·佩莱格里诺校级教授 - 皮特·L·盖里森
- 卡尔·H·普福尔茨海姆校级教授 - 罗伯·丹屯
- A·金斯利·波特校级教授 - 海伦·文德勒
- 三百周年校级教授 - 劳雷尔·撒切尔·乌尔里希
- 铁姆肯校级教授 - 欧文·夏皮罗
- 罗伯特·沃姆斯利校级教授 - 凱斯·桑斯坦[4]
- 阿尔伯特·J·韦瑟黑德三世校级教授 - 加里·金
- 赞德校级教授 - 道格拉斯·A·梅尔顿

### 引用
1. ↑  . Harvard University Office of News and Public Affairs. 2009  [2010-02-24]. （原始内容存档于2015-08-20）.
2. ↑  . Harvard University Gazette. 1998-05-28  [2009-07-17]. （原始内容存档于2011-05-23）.
3. ↑  . Harvard University Gazette. 2006-10-26  [2009-07-17]. （原始内容存档于2006-11-04）.
4. ↑  .   [2014-01-25]. （原始内容存档于2017-03-21）.